# La Rabatelière
La Rabatelière é uma comuna francesa na região administrativa da Pays de la Loire, no departamento de Vendéia. Estende-se por uma área de 8,26 km². Em 2010 a comuna tinha 1 010 habitantes (densidade: 122,3 hab./km²).